# Necro
Necro, född Ron Braunstein 7 juni 1976, är en rappare från Brooklyn i New York. Han driver skivbolaget Psycho+Logical Records samt producerar sina egna beats. Han har producerat beats till andra artister som Cage och Non Phixion. Han är också känd för att ha producerat Goretex's The Art Of Dying, som släpptes 2004. Innan Necro började med hiphop så hade han och hans storebror Ill Bill ett Death metal-band tillsammans som hette Injustice som splittrades efter att de spelade in två demos, eftersom de tyckte att de inte kom någonstans. Ill Bill är även han en känd rappare.

## Diskografi
- 1998 – Necro
- 2000 – I Need Drugs
- 2001 – Gory Days
- 2004 – The Pre-Fix for Death
- 2005 – The Sexorcist
- 2007 – Death Rap
- 2010 – DIE!